# Eophileurus quadrigeminatus
Eophileurus quadrigeminatus är en skalbaggsart som beskrevs av Gilbert John Arrow 1914. Eophileurus quadrigeminatus ingår i släktet Eophileurus och familjen Dynastidae. Inga underarter finns listade i Catalogue of Life.